# Face 2 Face Games
 (février 2024).
Si vous disposez d'ouvrages ou d'articles de référence ou si vous connaissez des sites web de qualité traitant du thème abordé ici, merci de compléter l'article en donnant les références utiles à sa vérifiabilité et en les liant à la section « Notes et références ».
Face 2 Face Games est un ancien éditeur de jeux de société basé à Providence aux États-Unis. Fondé [Quand ?], il a publié des jeux de 1993 à 2007 et a disparu [Quand ?].

## Quelques jeux édités
- I'm the Boss (réédition de Kohle, Kies & Knete), 2003, Sid Sackson
- Sleuth, 2004, Sid Sackson (réédition du jeu de 1967)
- BuyWord, 2005, Sid Sackson, Games Magazine Awards  2005
- Warriors, 2005, Alan R. Moon et Richard Borg